# Province de Stoeng Treng

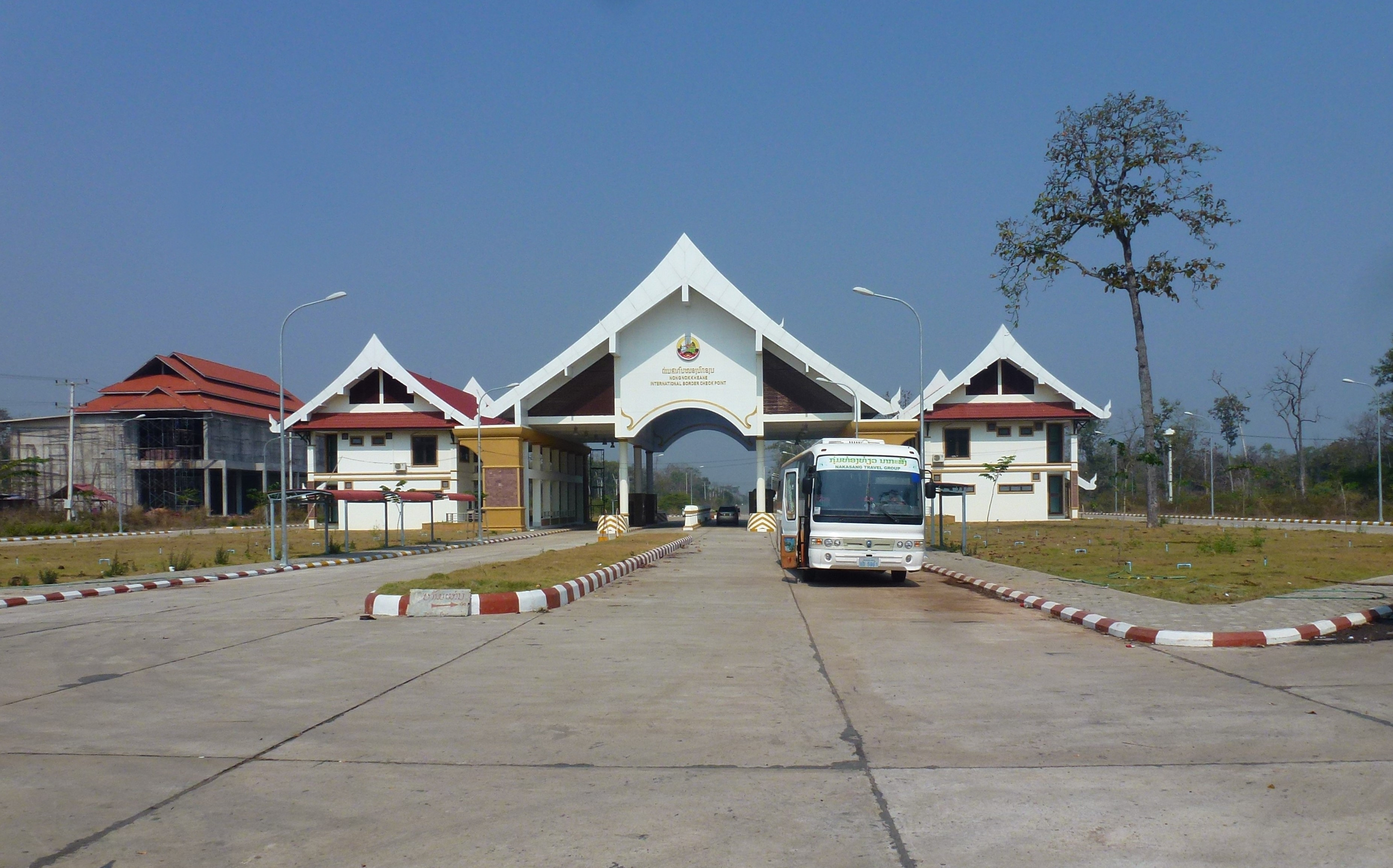
Poste frontière entre Trapeang Kriel et la localité laotienne de Nong Nokkheane, dans la province de Champassak.

La province de Stoeng Treng (rivière des roseaux en khmer) est une province du nord du Cambodge limitrophe du Laos. Anciennement appelée Xieng Teng, elle a fait partie de l'Empire khmer, puis du royaume lao de Lan Xang et enfin du royaume de Champassak. La province a été rétrocédée au Cambodge pendant l'ère de l'Indochine française.
La capitale de la province est Stoeng Treng.
La province est divisée en cinq districts.
- 1901 Sesan - សេសាន (rivière San)
- 1902 Siem Bouk - សៀមបូក (siem signifie Siamois)
- 1903 Siem Pang - សៀមប៉ាង
- 1904 Stoeng Treng - ស្ទឹងត្រែង (rivière des roseaux)
- 1905 Thala Barivat - ថាឡាបារីវ៉ាត់ (tertre ceint, du pali thala : endroit, éminence, cf. sanskrit sthala, et du pâli parivatta : tournant, cf. sanskrit parivṛt : tourner)

## Démographie
|                                            | Stoeng Treng | Stoeng Treng | Cambodge    | Cambodge    |
| 1998                                       | 2008         | 1998         | 2008        |             |
| Population totale                          | 81 074       | 111 734      | 11 437 656  | 13 388 910  |
| Croissance de la population 1998 - 2008    | 37,8 %       | 37,8 %       | 17 %        | 17 %        |
| Taux de la population rurale               | 81,32 %      | 85,51 %      | 82,29 %     | 80,47 %     |
| Densité                                    | 7 hab./km2   | 10 hab./km2  | 64 hab./km2 | 75 hab./km2 |
| Sex-ratio (Nombre d'hommes pour une femme) | 0,98         | 0,992        | 0,93        | 0,942       |
| Taille moyenne des foyers                  | 5,6 membres  | 5,2 membres  | 5,2 membres | 4,7 membres |